# Hoeocryptus anteforealis
Hoeocryptus anteforealis är en stekelart som först beskrevs av André Seyrig 1952.  Hoeocryptus anteforealis ingår i släktet Hoeocryptus och familjen brokparasitsteklar. Inga underarter finns listade i Catalogue of Life.